# Liste der Baudenkmale in Barth
In der Liste der Baudenkmale in Barth sind alle Baudenkmale der Stadt Barth im Landkreis Vorpommern-Rügen und ihrer Ortsteile aufgelistet. Grundlage ist die Veröffentlichung der Denkmalliste des Landkreises Vorpommern-Rügen, Auszug aus der Kreisdenkmalliste vom Juli 2012.

## Barth
| ID            | Lage                           | Bezeichnung                                                                  | Beschreibung | Bild                                                                        |
| ------------- | ------------------------------ | ---------------------------------------------------------------------------- | --- | --------------------------------------------------------------------------- |
| 88C Wikidata  | Am Osthafen (Karte)            | Speicherbauten mit Bandbrücke (Bandbrücke)                                   | | Speicherbauten mit Bandbrücke (Bandbrücke)                                  |
| 88A Wikidata  | Am Osthafen 2 (Karte)          | Speicherbauten mit Bandbrücke (Hotel)                                        | |                                                                             |
| 166 Wikidata  | Am Wirtschaftshafen 4 (Karte)  | Dampfmaschine und umgebener Raum                                             | | Dampfmaschine und umgebener Raum                                            |
| 88B Wikidata  | An der Eisenbahn               | Speicherbauten mit Bandbrücke (Speicher)                                     | |                                                                             |
| 91 Wikidata   | Badstüberstraße 10 (Karte)     | Wohnhaus                                                                     | |                                                                             |
| 92 Wikidata   | Badstüberstraße 30 (Karte)     | Speicher                                                                     | |                                                                             |
| 90 Wikidata   | Badstüberstraße 5 (Karte)      | Wohnhaus                                                                     | |                                                                             |
| 94 Wikidata   | Badstüberstraße 54 (Karte)     | Wohnhaus                                                                     | |                                                                             |
| 95A Wikidata  | Bahnhofstraße 10 (Karte)       | Bahnhof (Empfangsgebäude, Wohnhaus)                                          | Der Bahnhof Barth ging 1888 in Betrieb, das Empfangsgebäude stammt aus der Eröffnungszeit der Strecke. Es ist ein zweigeschossiger Backsteinbau mit Mezzaningeschoss. Nach 2010 wurden Bahnhofsgebäude und Vorplatz saniert. Der südlich an das Bahnhofsgebäude angebaute Güterschuppen wurde abgerissen, | Weitere Bilder                                                              |
| 95B Wikidata  | Bahnhofstraße                  | Bahnhof (Toilettenhaus)                                                      | Das Toilettenhäuschen ist ein eingeschossiger runder Backsteinbau freistehend nördlich des Empfangsgebäudes. | Weitere Bilder                                                              |
| 95C Wikidata  | Bahnhofstraße                  | Bahnhof (Güterschuppen, Wohnhaus)                                            | 1893 ging die Schmalspurstrecke der Franzburger Kreisbahnen nach Stralsund in Betrieb. Die Kleinbahn erhielt einen separaten Bahnhof östlich des Normalspurbahnhofs. 1971 endete der Betrieb. Die Anlagen der Schmalspurbahn lagen östlich von denen der Regelspurbahn und sind weitgehend abgebaut. Das Empfangsgebäude ist im Kern ein zweigeschossiger Backsteinbau mit Mezzanin, an den nördlich ein eingeschossiger Güterschuppen und südlich ein zweigeschossiges Wohnhaus angebaut sind. Es steht leer und verfällt (Stand August 2016). | Weitere Bilder                                                              |
| 96 Wikidata   | Bahnhofstraße 1                | Wohnhaus                                                                     | |                                                                             |
| 97 Wikidata   | Bahnhofstraße 2 (Karte)        | Wohnhaus                                                                     | Nutzung als Kulturhaus „HdW“, soziokulturelles Zentrum der Stadt Barth. |                                                                             |
| 98A Wikidata  | Bahnhofstraße 4 (Karte)        | Wohnhaus                                                                     | |                                                                             |
| 98B Wikidata  | Bahnhofstraße 6 (Karte)        | Wohnhaus                                                                     | |                                                                             |
| 1336 Wikidata | Barthestraße                   | Kleiner Obelisk                                                              | |                                                                             |
| 100 Wikidata  | Barthestraße 23 (Karte)        | Wohnhaus                                                                     | |                                                                             |
| 101 Wikidata  | Baustraße 33 (Karte)           | Bielenbergscher Speicher                                                     | „Bielenbergscher Speicher“ |                                                                             |
| 102 Wikidata  | Baustraße 46                   | Wohnhaus                                                                     | |                                                                             |
| 144B Wikidata | Bleicherstraße                 | Geschäftshaus (Kaufhaus)                                                     | |                                                                             |
| 103 Wikidata  | Bleicherwall 1 (Karte)         | Schule mit Turnhalle                                                         | |                                                                             |
| 104 Wikidata  | Chausseestraße (Karte)         | Mahnmal für die Opfer des KZ-Außenlagers Barth                               | |                                                                             |
| 1335 Wikidata | Chausseestraße                 | Kleiner Obelisk                                                              | |                                                                             |
| 105 Wikidata  | Dammstraße (Karte)             | Stadttor Dammtor                                                             | 35 Meter hoher, gotischer Torturm aus Backstein von um 1425 mit 8-seitigem Pyramidendach mit vier Trauferker, älteres Tor wurde 1357 erwähnt; 2007 saniert | Weitere Bilder                                                              |
| 106 Wikidata  | Dammstraße 2 (Karte)           | Wohnhaus                                                                     | | Wohnhaus                                                                    |
| 124 Wikidata  | Dammstraße/Papenstraße (Karte) | Kirche St. Marien                                                            | Gotische, dreischiffige, sechsjochige Hallenkirche aus Backstein vom 14. Jh. mit Kreuzrippengewölbe; zwei jochiger, rechteckiger Chor; 80 Meter hoher Westturm vom 15. Jh. mit achteckigem Turmhelm; eingreifende, neugotische Innensanierung von 1856 nach Plänen von Friedrich August Stüler mit neuer Ausmalung von Carl Gottfried Pfannschmidt; Altar, Empore und Kanzel von nach 1856, Taufbecken vom 14. Jh., Orgel der St.-Marien-Kirche von Buchholz von 1821.                                                                          | Weitere Bilder                                                              |
| 108 Wikidata  | Fischerstraße 10 (Karte)       | Wohnhaus mit rückwärtigem Gebäudeflügel                                      | |                                                                             |
| 117 Wikidata  | Fischerstraße 21 (Karte)       | Speicher De Smuggler                                                         | |                                                                             |
| 111 Wikidata  | Gartenstraße/Papenstraße 5     | Mauer (zur Kirche gehörig)                                                   | |                                                                             |
| 112 Wikidata  | Gärtnergang 4 (Karte)          | Wohnhaus                                                                     | |                                                                             |
| 115 Wikidata  | Hafenstraße 12 (Karte)         | Wohn- und Geschäftshaus                                                      | |                                                                             |
| 114 Wikidata  | Hafenstraße 13                 | Wohnhaus                                                                     | |                                                                             |
| 118 Wikidata  | Hafenstraße 20 (Karte)         | Verwaltungsgebäude                                                           | |                                                                             |
| 119 Wikidata  | Hafenstraße 22 (Karte)         | Wohnhaus Teetzsche Villa                                                     | Seit September 2017 Sitz des Windjammer-Museums | Wohnhaus Teetzsche Villa                                                    |
| 120A Wikidata | Hunnenstraße 1 (Karte)         | ehem. Adliges Fräuleinstift                                                  | Schloss wurde 1727 abgebrochen; Stiftsgebäude mit Wohnungen 1733 von König Friedrich I. von Schweden gegründet; 1-gesch., dreiflügelige Anlage mit Sattel- und Mansarddach und 2-gesch. Mittelbau mit Dachreiter; rechteckiges von Mauern umzogenes Areal mit westl. Rundbogenportal von 1741. | ehem. Adliges Fräuleinstift                                                 |
| 120B Wikidata | Hunnenstraße 1 (Karte)         | ehem. Adliges Fräuleinstift (Torwächterhäuschen)                             | | ehem. Adliges Fräuleinstift (Torwächterhäuschen)                            |
| 121 Wikidata  | Hunnenstraße 11 (Karte)        | Wohnhaus                                                                     | |                                                                             |
| 126 Wikidata  | Klosterstraße 4 (Karte)        | Wohnhaus Kavalierhaus                                                        | Putzbau mit Toreinfahrt | Wohnhaus Kavalierhaus                                                       |
| 130 Wikidata  | Lange Straße 13 (Karte)        | Speicher                                                                     | |                                                                             |
| 131 Wikidata  | Lange Straße 15 (Karte)        | Wohn- und Geschäftshaus                                                      | |                                                                             |
| 132 Wikidata  | Lange Straße 16 (Karte)        | Vinetamuseum (Altes Rathaus)                                                 | Putzbau mit Stadt-Wappen über der Tür | Vinetamuseum (Altes Rathaus)                                                |
| 133 Wikidata  | Lange Straße 17 (Karte)        | Haustür                                                                      | |                                                                             |
| 134 Wikidata  | Lange Straße 28 (Karte)        | Wohn- und Geschäftshaus                                                      | 2-gesch. barockes, geputztes Giebel-Fachwerkhaus von 1733 | Wohn- und Geschäftshaus                                                     |
| 135 Wikidata  | Lange Straße 30 (Karte)        | Wohn- und Geschäftshaus                                                      | Farbige Klinker - beachtenswert die Haustür | Wohn- und Geschäftshaus                                                     |
| 136 Wikidata  | Lange Straße 36 (Karte)        | Wohn- und Geschäftshaus                                                      | 2-gesch., saniertes Fachwerk-Giebelhaus mit Satteldach | Wohn- und Geschäftshaus                                                     |
| 137 Wikidata  | Lange Straße 39 (Karte)        | Wohn- und Geschäftshaus Postamt                                              | Roter Klinkerbau im Poststil - jetzt Stadtbäckerei | Wohn- und Geschäftshaus Postamt                                             |
| 138 Wikidata  | Lange Straße 42 (Karte)        | Wohn- und Geschäftshaus                                                      | |                                                                             |
| 129 Wikidata  | Lange Straße 5 (Karte)         | Haustür                                                                      | |                                                                             |
| 140 Wikidata  | Lange Straße 56 (Karte)        | Wohn- und Geschäftshaus                                                      | |                                                                             |
| 141 Wikidata  | Lange Straße 59 (Karte)        | St. Spiritus (Sozialstation)                                                 | |                                                                             |
| 142 Wikidata  | Lange Straße 60 (Karte)        | Haustür Hotel Stadt Barth                                                    | |                                                                             |
| 143 Wikidata  | Lange Straße 64 (Karte)        | Wohn- und Geschäftshaus                                                      | |                                                                             |
| 144A Wikidata | Lange Straße 68                | Geschäftshaus (Kaufhaus)                                                     | |                                                                             |
| 145 Wikidata  | Lange Straße 77 (Karte)        | Wohn- und Geschäftshaus                                                      | |                                                                             |
| 146 Wikidata  | Lange Straße 79 (Karte)        | Wohn- und Geschäftshaus                                                      | |                                                                             |
| 151 Wikidata  | Markt (Karte)                  | Brunnen                                                                      | | Brunnen                                                                     |
| 148 Wikidata  | Markt 1 (Karte)                | Wohn- und Geschäftshaus                                                      | Putzbau - Eckhaus | Wohn- und Geschäftshaus                                                     |
| 150 Wikidata  | Markt 14 (Karte)               | Wohnhaus                                                                     | | Wohnhaus                                                                    |
| 149 Wikidata  | Markt 2 (Karte)                | Wohnhaus                                                                     | | Wohnhaus                                                                    |
| 1325 Wikidata | Papenstraße 10 (Karte)         | Papenhof mit Hofraum, Wohnhaus und Einfriedung                               | |                                                                             |
| 152 Wikidata  | Papenstraße 6 (Karte)          | Haustür                                                                      | |                                                                             |
| 1312 Wikidata | Platz der Freiheit (Karte)     | sowjetisches Ehrenmal                                                        | Betonrelief | sowjetisches Ehrenmal                                                       |
| 153A Wikidata | Reifergang 34 (Karte)          | Wohnhaus                                                                     | |                                                                             |
| 153B Wikidata | Reifergang 36                  | Wohnhaus                                                                     | |                                                                             |
| 153C Wikidata | Reifergang 38                  | Wohnhaus                                                                     | |                                                                             |
| 154A Wikidata | Reifergang 44 (Karte)          | Wohnhaus                                                                     | |                                                                             |
| 154B Wikidata | Reifergang 46                  | Wohnhaus                                                                     | |                                                                             |
| 155 Wikidata  | Reifergang 48 (Karte)          | Wohnhaus                                                                     | |                                                                             |
| 156A Wikidata | Reifergang 51 (Karte)          | Wohnhaus                                                                     | |                                                                             |
| 156B Wikidata | Reifergang 53                  | Wohnhaus                                                                     | |                                                                             |
| 156C Wikidata | Reifergang 55                  | Wohnhaus                                                                     | |                                                                             |
| 157A Wikidata | Reifergang 56 (Karte)          | Wohnhaus                                                                     | |                                                                             |
| 156D Wikidata | Reifergang 57 (Karte)          | Wohnhaus                                                                     | |                                                                             |
| 157B Wikidata | Reifergang 58 (Karte)          | Wohnhaus                                                                     | |                                                                             |
| 156E Wikidata | Reifergang 59 (Karte)          | Wohnhaus                                                                     | |                                                                             |
| 156F Wikidata | Reifergang 61                  | Wohnhaus                                                                     | |                                                                             |
| 156G Wikidata | Reifergang 63                  | Wohnhaus                                                                     | |                                                                             |
| 156H Wikidata | Reifergang 65                  | Wohnhaus                                                                     | |                                                                             |
| 125 Wikidata  | Schilfgraben 2 (Karte)         | Katholische Kirche St. Maria – Trösterin der Betrübten (Barth) mit Pfarramt  | | Katholische Kirche St. Maria – Trösterin der Betrübten (Barth) mit Pfarramt |
| 159 Wikidata  | Schilfgraben 4                 | Küsterhaus                                                                   | |                                                                             |
| 162 Wikidata  | Straße/Friedhofswall (Karte)   | WK, Grabstätte adl. Stiftsdamen Kloster Barth und Grabstelen 18./19. Jh.     | Friedhof mit Friedhofskapelle, Mauer, Portal, Gedenkstätte, Kriegerdenkmal Zweiter Weltkrieg, Grabstätte adliger Stiftsdamen des Klosters Barth und Grabstelen 18./19. Jh. |                                                                             |
| 110 Wikidata  | Sundische                      | Friedhof m. Friedhofskapelle, Mauer, Portal, Gedenkstätte, Kriegerdenkmal 2. | |                                                                             |
| 160 Wikidata  | Sundische Straße 36 (Karte)    | Wohnhauszeile Sundische Str. 36, 38, 40,42, 44                               | |                                                                             |
| 123 Wikidata  | Sundische Straße 52 (Karte)    | Kirche St. Jürgen                                                            | Erhaltener, gotischer, zweijochiger Chor der ehem. Hospitalkirche vom 15. Jh. mit fünfseitigem Schluss; Langhaus von 1380 später ausgebrannt und abgerissen; neuer, 2-gesch. Bau auf vorh. Grundriss mit klassizistischem Portal von 1819; 1998–2001 Sanierung für ein Bibelzentrum. | Weitere Bilder                                                              |
| 161 Wikidata  | Sundische Straße 80 (Karte)    | Wasserturm                                                                   | Wasserturm; Wasser früher für Brauereizwecke von der Alkunquelle aus den Sundischen Bergen. | Wasserturm                                                                  |
| 163 Wikidata  | Teergang 2 (Karte)             | Rathaus                                                                      | Gebäude von 1926 als Landratsamt Landkreis Franzburg-Barth, nach Plänen von Walter Brandt, Berlin. |                                                                             |
| 164A Wikidata | Teergang 33 (Karte)            | Wohnhaus                                                                     | |                                                                             |
| 164B Wikidata | Trebin 25 (Karte)              | Wohnhaus                                                                     | |                                                                             |
| 165A Wikidata | Trebin 27                      | Wohnhaus                                                                     | |                                                                             |
| 165B Wikidata | Trebin 29                      | Wohnhaus                                                                     | |                                                                             |
| 168 Wikidata  | Trebin 31                      | Wohnhaus                                                                     | |                                                                             |
| 167 Wikidata  | Turmstraße 1 (Karte)           | Schule                                                                       | |                                                                             |
| 169 Wikidata  | Turmstraße 11 (Karte)          | Fangelturm (Sternwarte)                                                      | 12 Meter hoher früherer Wehrturm vom 16. Jahrhundert aus Backstein; im 19. Jh. Zinnen entfernt und um oberes Stockwerk mit Kuppeldach ergänzt; heutige Nutzung des OG: Schulsternwarte. | Fangelturm (Sternwarte)                                                     |

## Quelle
- Denkmalliste des Landkreises Vorpommern-Rügen